# Love Without Walls
Love Without Walls ist ein romantisches Musikdrama von Jane Gull. Der Film feierte im März 2023 beim Manchester Film Festival seine Premiere und kam im Juni 2023 im Vereinigten Königreich in die Kinos.

## Handlung
Sophie und Paul, der ein talentierter Musiker ist, können ihre Miete in London nicht bezahlen und bitten Freunde und Familie, ihnen zu helfen. Dennoch verlieren sie im Laufe eines Sommers alles und finden sich auf der Straße wieder.

## Produktion

### Regie und Drehbuch
Regie führte Jane Gull, die auch das Drehbuch schrieb. Ursprünglich kommt sie aus Southend-on-Sea, lebt aber jetzt in London. Viele Jahre war sie auf der ganzen Welt als Profitänzerin unterwegs und kam erst mit Ende 20 zum Film. Ihr Spielfilm My Feral Heart war Großbritanniens erfolgreichster „Cinema-on-Demand“-Film aller Zeiten.

### Besetzung und Musik
Shana Swash, die Sophie spielt, wurde vor allem durch die Rolle der Demi Miller in der Fernsehsendung EastEnders bekannt. Für ihre Rolle in My Feral Heart wurde sei sowohl bei den BIFA als auch bei den National Film Awards nominiert. Niall McNamee, der Paul spielt, ist ein irischer Schauspieler und Singer-Songwriter. Er wurde in Leicester geboren, lernte als Autodidakt Klavier- und Gitarrespielen und zog 2012 nach London, um an einem dreijährigen Bachelorstudiengang der Arts Educational Schools teilzunehmen. Schnell brach er sein Studium ab und erhielt drei Hauptrollen in Theaterstücken im The Ambassadors Theatre im West End. So spielte er den ehemaligen Premierminister Edward Heath in Tory Boyz. Auch in dem Film The Foreigner war McNamee an der Seite von Jackie Chan und Pierce Brosnan in einer Hauptrolle zu sehen. Mit seinen selbstgeschriebenen Songs hatte er unter anderem Auftritte in Camden und Kingston.
Love Without Walls enthält eine Reihe von Songs, die von McNamee geschrieben wurden, so Step by Step, Girl I Used To Know, China In A Box und Comes and Goes. Die gesamte Musik wurde live am Set aufgenommen.

### Veröffentlichung
Der erste Trailer wurde Anfang Februar 2023 vorgestellt. Die Weltpremiere des Films erfolgte am 12. März 2023 beim Manchester Film Festival. Im April 2023 erfolgten Vorstellungen beim London Independent Film Festival. Der Kinostart im Vereinigten Königreich erfolgte am 9. Juni 2023. Im Juli 2023 wurde er beim Galway Film Fleadh gezeigt.

## Auszeichnungen
Manchester Film Festival 2023
- Auszeichnung als Bester britischer Film[12]